# Bytom (stacja kolejowa)
Bytom – stacja kolejowa w Bytomiu, w województwie śląskim, w Polsce. Jest to główny dworzec kolejowy Bytomia, zlokalizowany przy placu Michała Wolskiego oraz dworcu autobusowym, z którego można dojechać w wiele rejonów konurbacji górnośląskiej. W dalszym sąsiedztwie znajduje się główny węzeł tramwajowy, mieszczący się na placu Sikorskiego. Jeden z nielicznych w Polsce, które mają halę peronową.
Stacja jest obsługiwana przez linię S18 relacji Bytom – Gliwice oraz linię S8 relacji Bytom - Chorzów Batory przez pociągi Kolei Śląskich. Tuż obok natomiast znajduje się stacja Bytom Wąskotorowy z którego odjeżdżają pociągi turystyczne, obsługiwane przez Stowarzyszenie Górnośląskich Kolei Wąskotorowych.

## Ruch pasażerski
| Rok  | Wymiana pasażerska na dobę |
| ---- | -------------------------- |
| 2017 | 500-699                    |
| 2022 | 300-499                    |

## Historia
Obecny budynek dworca stanął w miejscu dawnej bytomskiej stacji wybudowanej w 1868. Stary dworzec powstał wraz z linią Tarnowskie Góry – Katowice – Czechowice-Dziedzice. Po I wojnie światowej nastąpił podział Śląska, w wyniku czego stacja w Bytomiu zyskała na znaczeniu jako stacja przygraniczna. W latach 1929–1930 wyburzono dwa najstarsze budynki pochodzące z 1872 i 1900, a następnie wzniesiono nowy dworzec z halą peronową przykrywającą większość krawędzi, dwie podłużne dwutorowe hale w miejscu dawnej parowozowni wachlarzowej z 1872 oraz przeładownię towarów z wagonów wąskotorowych na normalnotorowe. Perony 2, 3 i 4 obsługiwały kursy krajowe (wewnątrzniemieckie), natomiast pociągi z peronu 1. kursowały do Polski (stąd też wzięła się jego potoczna nazwa „peron polski”).
Od 1936 do 1939 w Bytomiu kończył swój bieg jeden z najszybszych pociągów ówczesnych Niemiec – tzw. „Latający Ślązak”. Był to trójwagonowy zespół motorowy kursujący pomiędzy Berlinem a Bytomiem. Pokonywał on tę trasę ze średnią prędkością 128 km/h (maksymalnie pociąg osiągał 160 km/h). Umożliwiało to przedostanie się z jednego końca trasy na drugi w ciągu zaledwie 4 godzin i 25 minut.

## Budynek i hala peronowa

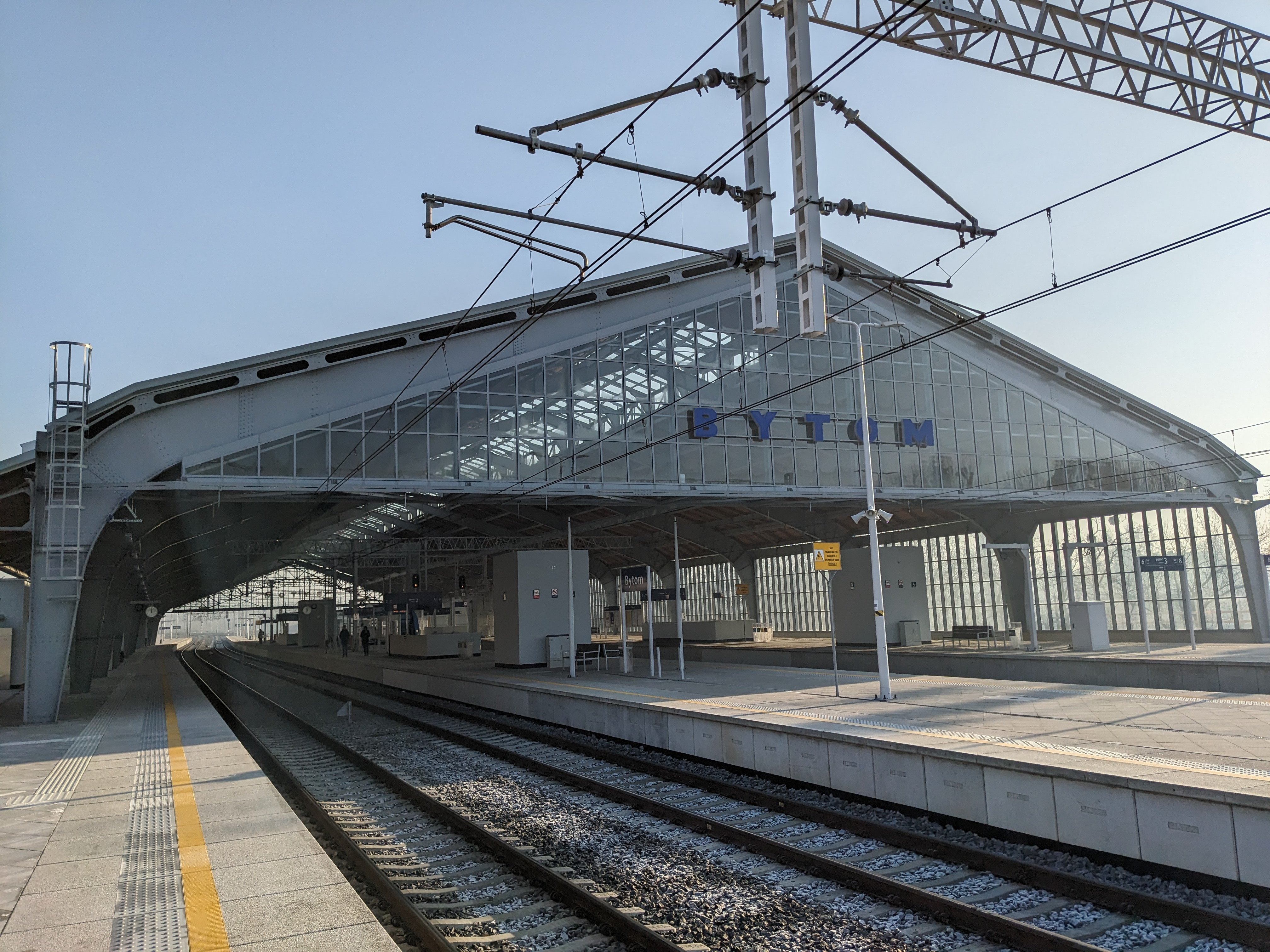
Hala peronowa w 2024 roku

Budynek utrzymany jest w stylu modernizmu. Elewacja była kilkakrotnie przebudowywana. Pierwotnie wykonana była z cegły klinkierowej. Charakterystyczna wieża była ozdobiona sporych rozmiarów zegarem i zwieńczona typowym dla tego stylu masztem flagowym. Po przebudowie elewację otynkowano i obłożono błękitnymi płytami, unowocześniając wygląd stacji, natomiast z wieży zdemontowano maszt i wymieniono zegar. Podczas ostatniej zmiany elewacji zdjęto ww. płyty i odsłonięto w niektórych miejscach cegłę klinkierową.
Budynek połączony jest z peronami dwoma bezkolizyjnymi przejściami podziemnymi. Trzy perony pasażerskie dworca w Bytomiu to perony wysokie.
W 1929, wraz z budynkiem dworca, wybudowano halę peronową nad peronami 2, 3 i 4, o wymiarach 39,5 m na 140 m. Jej konstrukcję stanowią trójprzegubowe ramy stalowe typu „de Dion”, zamknięte dwuspadowo, zbudowane z blachownic. Natomiast peron 1 przykryty jest wiatą. Jedna ze stalowych belek bytomskiej hali peronowej zawiera ślad po zrzuceniu bomby, które miało miejsce pod koniec II wojny światowej.
Po zachodniej stronie hali peronowej, w ciągu peronu 3, znajduje się kapliczka z figurą Świętej Katarzyny.
W holu na jednej ze ścian znajduje się mozaika autorstwa Kazimierza Gąsiorowskiego.

## Nastawnia bramowa „Bt”
Jest to unikalny, wybudowany w roku 1935, przykład modernistycznej budowli w postaci nadwieszonej (podpartej filarami) nad torami stalowej części – nastawicowni – z półkolistym zakończeniem oraz murowanej części z klatką schodową i parterowym budynkiem warsztatowo-technicznym. Nastawnia jest wyposażona w suwakowe urządzenia sterowania ruchem kolejowym. 30 września 2022 całość została wpisana do rejestru zabytków województwa śląskiego – „Obiekt w całości posiada wartość historyczną, ilustrując modernizację i rozbudowę stacji kolejowej w Bytomiu oraz jej historycznej rangi na terenie Górnego Śląska. Obiekt posiada także unikatową wartość architektoniczną i naukową, gdyż w sposób autentyczny ilustruje myśl techniczną i projektową inżynierii kolejowej o nietypowych rozwiązaniach konstrukcyjnych oraz z zachowanym wyposażeniem technologicznym”.

## Teraźniejszość

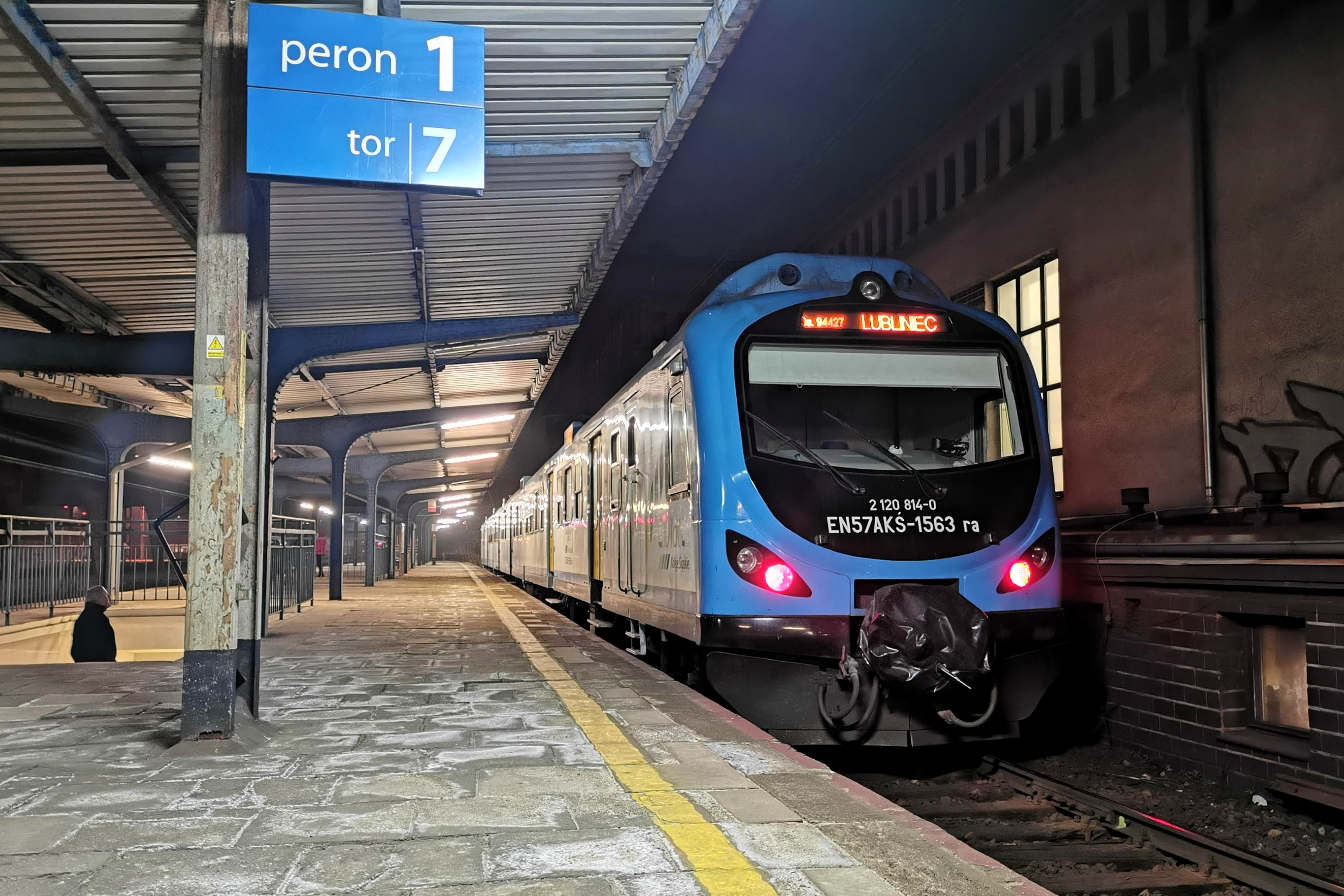
Ostatni pociąg Kolei Śląskich obsługujący peron 1 przed rozbiórką (2022)

W pierwszej połowie 2014 przeprowadzono kosztem 1,8 mln zł gruntowny remont dworca, inwestycja została sfinansowana ze środków własnych PKP SA (770 tys. zł) oraz PKP PLK. Otwarcie wyremontowanego dworca miało miejsce 25 czerwca 2014.
Pod koniec 2020 roku nastąpiło podpisanie umowy na modernizację linii kolejowej nr 131 na odcinku Chorzów Batory – Nakło Śląskie w ramach zadania LOT A. Zakres prac w obrębie stacji Bytom przewiduje między innymi rozbiórkę peronu 1 i modernizację pozostałych, zmianę układu torowego, budowę lokalnego centrum sterowania oraz odnowę hali peronowej
W dniu 13 marca 2022 roku, w związku z rozpoczęciem prac budowlanych na odcinku Chorzów Batory – Chorzów Stary, zawieszono ruch pasażerski na odcinku Chorzów Batory – Bytom – Tarnowskie Góry.
16 października 2024 udostępniono podróżnym peron 3 pod wyremontowaną halą peronową.

## Galeria

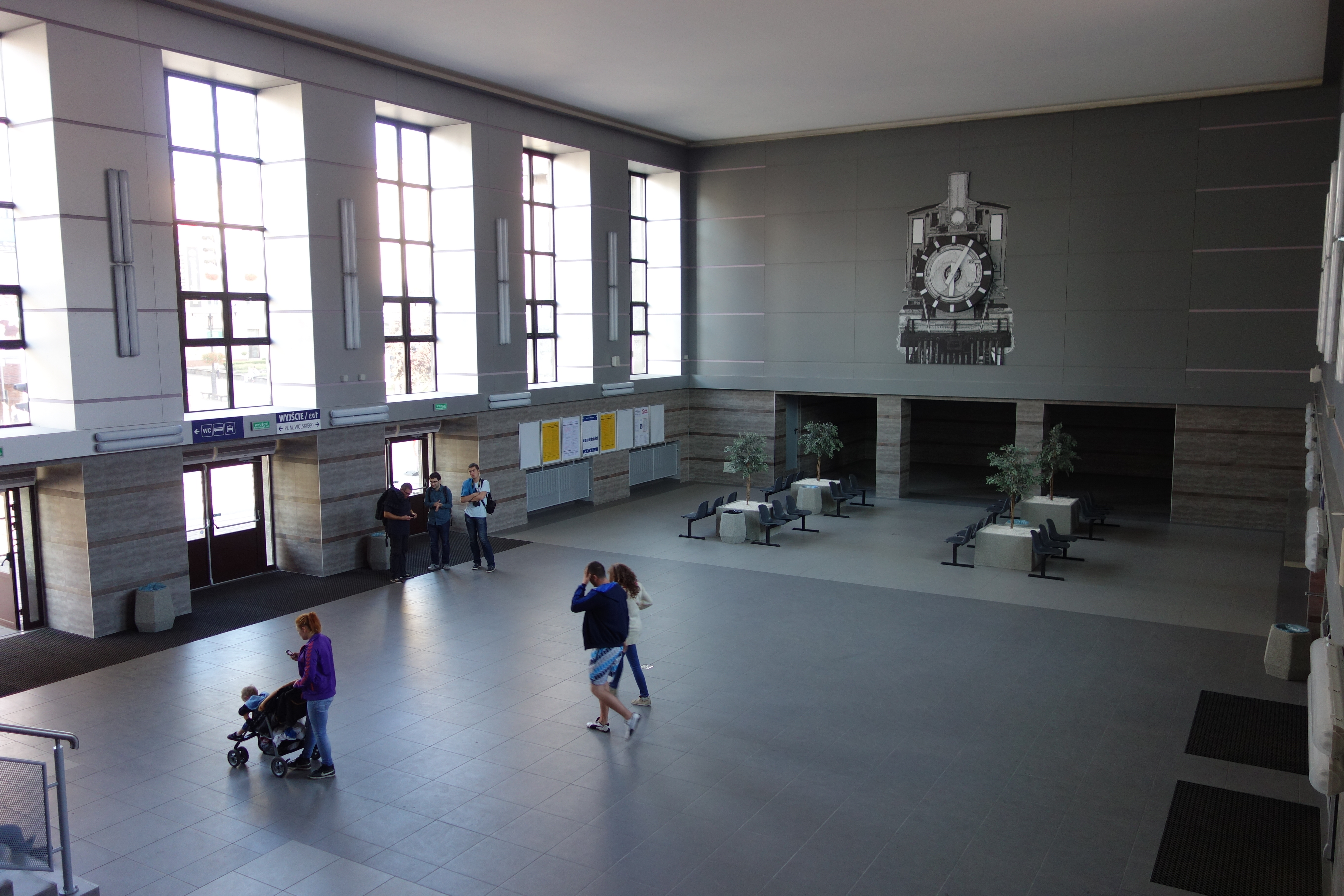
Wnętrze dworca po remoncie (2014)
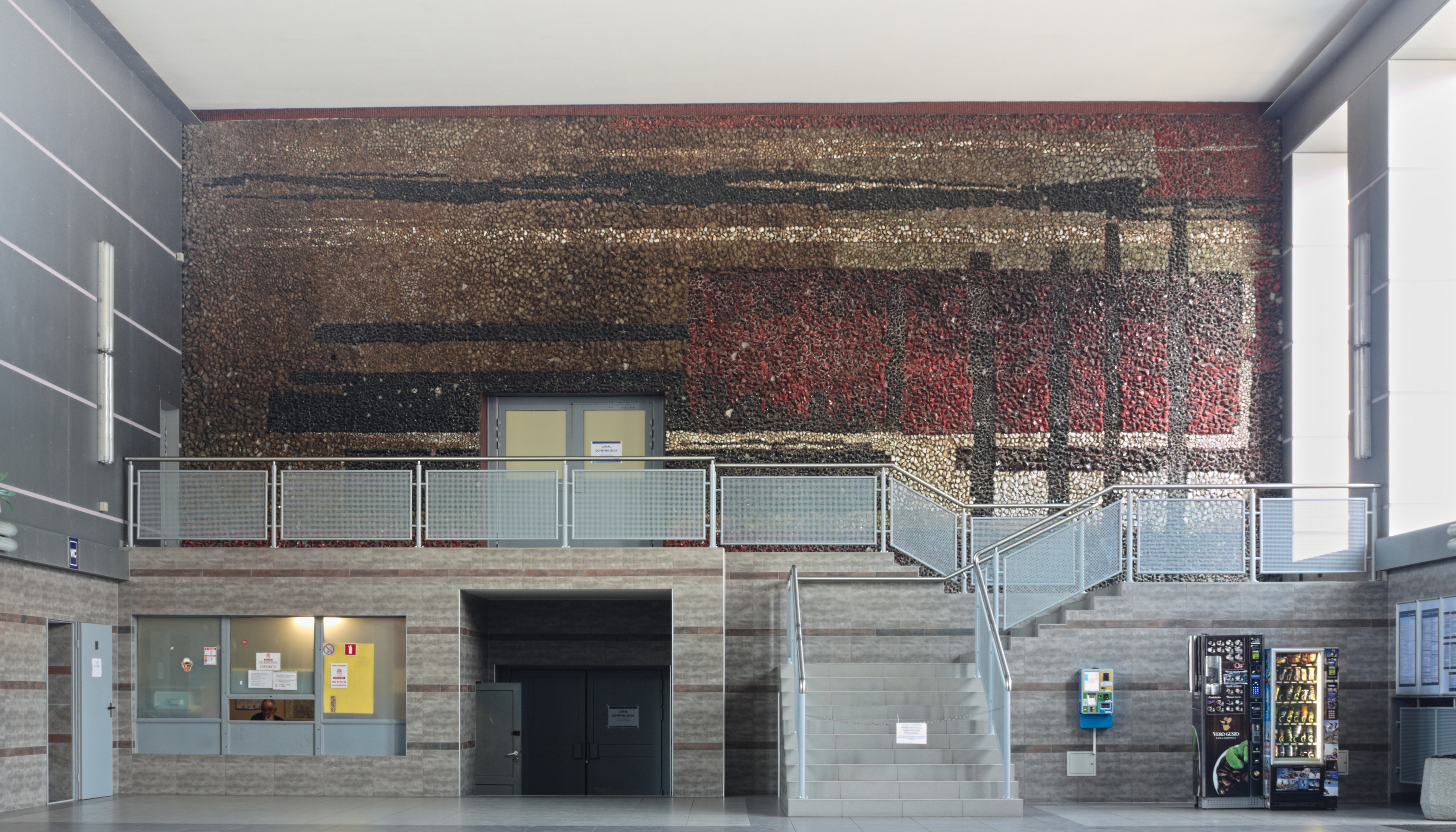
Mozaika znajdująca się w holu dworca (2020)
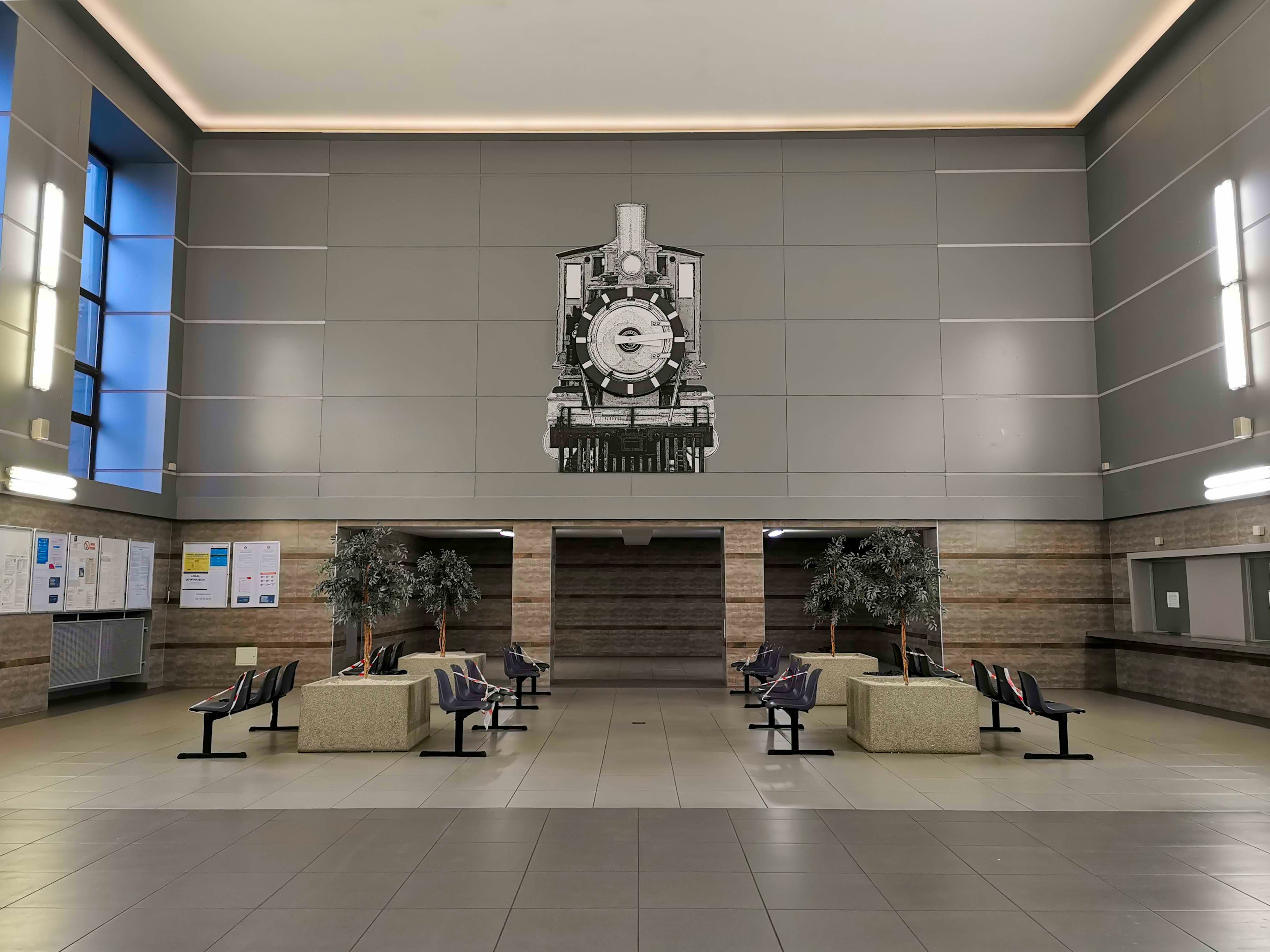
Hol główny stacji Bytom, widok na wschód (W stronę zegara z motywem kolejowym)